# 江端妃咲
江端 妃咲（えばた きさき、2007年1月30日 - ）は、日本の歌手、アイドル。女性アイドルグループJuice=Juiceのメンバー。
京都府出身。アップフロントプロモーション所属。

## 略歴
2019年
- 「モーニング娘。'19 LOVEオーディション」に応募するも、落選。
- 8月2日、広本瑠璃・橋田歩果・西﨑美空・平山遊季・北原もも・豫風瑠乃・村越彩菜・植村葉純とともにハロプロ研修生に加入。

2021年
- 5月29日、『Hello! Project 研修生発表会2021 ～春の公開実力診断テスト～』にてBerryz工房の「VERY BEAUTY」を披露し、『宮本佳林賞』を受賞。
- 7月7日、有澤一華、入江里咲とともにJuice=Juiceに加入することが発表された。
- 12月22日、シングル『プラスティック・ラブ/Familia/Future Smile』でJuice=Juiceとしてメジャーデビュー。

2023年
- 8月19日、発熱の症状があり病院にして診察を受けたところ「胃腸炎」との診断を受け、同日開催されるライブは欠席となることを発表した。

2025年
- 1月30日、Instagramを開始。

## 人物
- メンバーカラーはデイジー[15]。
- 血液型A型。
- 4人きょうだいの上から2番目（姉、弟、弟）[16]。父親は愛知県出身[17]。
- 元々はモデルを目指していた[18]。
- Juice=Juiceの悪ガキ担当と称されている[19]。
- おしりふきを普段から持ち歩いている[20]。
- 趣味はゲームのほか、料理やお菓子作り、部屋の模様替え、ダンス[18][6][21]。
- 『ジョジョの奇妙な冒険』のファンであり、好きなキャラクターにブローノ・ブチャラティやナランチャ・ギルガを挙げている[22]。
- 好きな音楽ジャンルは洋楽[6]で、特にK-POP[5]を好む。
- 好きな食べ物はビビンバ[2]、および韓国のりのふりかけ[18]、サムゲタン[23]、トッポキ[23]、キンパ[21]などの韓国料理。
- 好きなスポーツはダンス、陸上[6]。
- 座右の銘は『笑う門には福来る』[6]。
- 暑いのが苦手で少し海に恐怖心もある[24]。
- ライブの煽りツートップ（もう1人は工藤由愛）と植村あかりから呼ばれている[18]。
- プライベートでも連絡を取り合うなど交流があるのは井上玲音、ゲーム仲間には石山咲良、遠藤彩加里がいる[18]。

## 書籍

### 雑誌連載
- なかよし ハロプロメンバー 激推しマンガトーク（2022年10月号 - 、講談社） - 豫風瑠乃（つばきファクトリー）との共同連載。

## 所属グループ・ユニット
- Juice=Juice（2021年 - ）